# 樟村戰鬥
樟村戰鬥發生於1934年1月25日，地點則是在中國江西黎川。是第一次国共内战主要戰鬥之一。該戰鬥交戰一方為中華民國國民革命軍，另一方則為中國共產黨所領導之中國工農紅軍。戰鬥末了，國軍攻佔閩贛重要通道－樟村。